# 인현왕후
인현왕후 민씨(仁顯王后 閔氏, 1667년 5월 15일(음력 4월 23일) ~ 1701년 9월 16일(음력 8월 14일))는 조선 제19대 임금인 숙종의 계비이다. 본관은 여흥(驪興)으로, 여양부원군 민유중과 은성부부인 송씨(송준길의 딸)의 차녀(次女)이다. 가문의 당적은 부계·모계 모두 그녀의 외조부인 송준길이 효종~현종 때 당수로 군림했던 서인 산당(山黨)이었으나 그녀가 왕비가 된 해이기도 한 1681년(숙종 7년)에 발생한 노소분당으로 노론이 됐다. 조선의 유일한 생존시 복위된 왕비로 1689년(숙종 15년) 음력 5월 2일에 폐비되었다가 1694년(숙종 20년) 음력 4월 12일 삼불거로 이혼이 취소되어 자동 복위되었지만 집권당인 소론의 반발이 극심하여 음력 6월 1일 새로이 책비례를 올리고 왕비로 등극했다. 1700년(숙종 26년) 3월에 발병한 괴질로 투병하다가 1701년 음력 8월 14일에 창경궁 경춘전(景春殿)에서 승하했다. 이 여파로 무고의 옥과 신사환국이 발생하여 그녀의 오랜 연적(戀敵)이었던 희빈 장씨가 자진했으며 가문의 정적(政敵)인 남인·소론이 큰 화를 입었다. 무덤은 서오릉 중 하나인 명릉(明陵), 시호는 효경숙성장순원화의열정목인현왕후(孝敬淑聖莊純元化懿烈貞穆仁顯王后)이다.

## 생애

### 왕비 시절

#### 왕비 책봉
숙종의 초비 인경왕후가 죽은 후 1년 후에 숙종의 모후인 명성왕후 김씨와 외가 친척인 송시열의 추천으로 왕비로 뽑힌다. 가례 초기부터 숙종의 애정을 받지 못한 것으로 전한다. 더욱이 명성왕후의 사후 숙종은 과거 명성왕후에 의해 출궁되었던 궁인 장씨(張氏: 희빈 장씨)를 환궁시켜 후궁으로 삼고 총애하였다. 인현왕후는 장희빈을 견제하고자 김수항의 종손녀인 영빈 김씨를 간택후궁으로 추천하여 입궐시키기도 했지만 성공하지 못하였다.

#### 원자 정호 사태
1688년 후궁 장씨(소의 장씨)가 아들 윤(昀)(후일의 경종)을 낳자 숙종은 이 왕자를 원자를 정하고자 했으나, 당시 조정을 장악하고 있던 서인들은 원자정호를 뒤로 미룰 것을 주장했다. 송시열 등은 송나라 철종의 고사를 예로 들기도 했다. 원자 정호 문제는 결국 기사환국으로 이어져 1689년 서인들이 쫓겨나고 남인들이 집권하였으며 그녀 역시 폐서인되어 안국동 사가로 내쳐졌다.

### 복위 후

#### 복위 과정
폐출된 지 5년이 지난 후인 1694년 4월 1일, 숙종이 남인들을 몰아내고 서인들을 기용하여 정권을 교체하였는데 이를 갑술환국이라 한다. 하지만 이 당시 숙종은 폐비(민씨)를 신원하는 자는 역률로 다스린다는 명을 내려 왕비를 교체할 마음이 없음을 선포했다. 하지만 4월 9일, 숙종은 마음을 바꾸어 민씨를 서궁으로 이전해도 좋다는 명령을 내렸고, 4월 12일 서궁으로 입거한 그녀에게 왕비 복위령이 내려졌다. 동시에 왕비였던 장씨는 국모가 둘일 수 없다는 이유로 왕비의 아래 지위인 빈으로 강등되어 본래의 희빈의 작호를 돌려 받았다.
이에 대해 서인이 다시 노론과 소론으로 분열되었는데, 애초 노론은 폐비 민씨의 복위를 주장하였던 반면에 소론은 장씨의 왕후직을 그대로 둔 채 궐 밖 사가에 거주 중인 민씨가 궐 내 서궁에 입주하기만을 주장하였던 탓이다. 숙종의 명이 번복되자 병조판서 서문중과 이조참판 박태상 등의 소론 거두들은 민씨가 먼저 왕비였고 더 오래 왕비의 자리에 있었지만 세자의 어미인 장씨가 더 귀하니 장씨가 강등되고 민씨가 복위하는 것은 부당하다고 주장하였고, 정원(政院)은 조정백관과 신중히 공론을 한 후에 결정지어질 때까지 명을 받들 수 없다는 거부의사를 표명했다. 뒤이어 우의정 윤지완, 공조판서 신익상, 한성부우윤 임상원, 병조참의 이유 등의 소론의 대표 인물들이 줄을 이어 사직상소를 올리는 등 강경한 거부 의사를 보여 갑술환국이 있기까지 합심하였던 노론과 소론이 강하게 대립하게 되었다.
이에 17일, 영의정이자 소론 영수인 남구만이 '민씨의 복위는 이미 정해졌으니 이에 대해 거론하여 다투는 것은 아들이 어머니에 대해 논하고 신하가 임금에 대해 의논하는 것이니 천하의 도리에 맞지 않으며, 희빈의 강호는 죄가 있어서 폐출된 것이 아니라 민씨가 복위함에 있어 왕비가 둘이 있을 수 없으니 부득이한 것이다'고 선언하여 노론과 소론을 중재하였다. 이로 인해 민씨의 복위가 결정되었지만 노론과 소론의 사이엔 깊은 골이 생겼으며 노론은 장씨의 친정 오라비인 장희재에게 칼 끝을 돌려 남인과 함께 제거하려 하였지만 노론의 행위를 희빈 장씨와 왕세자(경종)을 제거하기 위한 단계임을 안 남구만과 소론의 강력한 제지로 남인 영수 민암 부자만을 죽일 수 있었을 뿐 장희재는 목숨을 유지하여 제주도로 유배되었다. 같은 해 6월 1일, 정식으로 왕비 책봉을 받았다.

#### 투병과 사망
1700년(숙종 26) 3월 26일, 인현왕후의 발병이 처음 보고됐으며, 이때의 진단명은 중증 통풍이었다. 양쪽의 다리, 특히 오른쪽의 통증이 심했으며, 환도혈 윗부분 요척 부위 근처에 붓기가 있고 통증을 견디기 어려웠으며, 시간이 지날 수록 통증이 느껴지는 부위가 점점 넓어졌다. 그리고 4월 14일부터 다리에서 경련이 시작되어 전신의 경련으로 이어지면서 상황이 심각해졌으며, 치료로 인해 가장 심각했던 경련은 점차 줄어들어 5월 5일부턴 경련은 완전히 멈춘듯 하였으나 5월 7일 붓기가 복부에까지 올라오면서 다시 비상 사태가 됐다. 5월 12일, 전날 침을 놓았던 요척 아래 아시혈에 고름 차올라 파종(破腫: 종기의 고름을 짜냄)하였으며, 6월 21일에 이르러 역시 앞서 침을 맞았던 우측 협하 부위에서도 고름이 올라 파종하였다. 이때를 기점으로 옹저의 치료가 병행됐다. 하반신, 특히 다리와 관절 부위의 극렬한 통증과 피부와 근육이 서로 분리되는 느낌이 들 정도로 환부 주위에 가득 차오르는 고름 외에도 오심, 구토, 복통, 설사, 발열의 증상이 일어났으며, 이로 인해 식욕부진과 수면장애가 더해져 체력이 급속도록 나빠졌다. 이러한 증상은 약 1년간 지속되다가 1701년(숙종 27) 7월 8일, 환부가 확장되어 복부에 이르러 상완혈 근처에 뭔가 잔뜩 고인 형상이 있어 손으로 눌러보면 통증이 느껴졌다하며 곧 가슴이 답답하고 손발이 차가워졌으며 설사가 10여 차례에 이르렀다. 8월 12일, 구강에 부스럼이 생기고 소변이 붉은 색인데 이 또한 제대로 나오지 않으며, 특히 야간에 다리가 아파 침수가 편치 않았다. 그리고 다음날인 8월 13일, 의식이 혼미해지고 이마와 허리에서 식은땀이 나고 맥박도 불규칙해지는 등 오시(午時: 오전 11시~오후 1시)부터 급속도로 상태가 위중해져 8월 14일 축시(丑時: 오전 1시~3시)에 요양처였던 창경궁 경춘전에서 사망했다. 향년 34세였다.

### 사후
그를 주인공으로 한 소설 《인현왕후전(仁顯王后傳)》이 전해져 옛 한글 연구에 참고가 되고 있으나, 소설 내용이 실록 등의 내용과 일치하지 않는 부분이 다수이고 사건과 인명 표기에도 오류가 많아 사료적 가치는 인정되지 않는다. 최근 연구에 따르면 《인현왕후전》은 영`정조대에 남성에 의해 쓰여진 것으로 밝혀져 인현왕후의 궁인이 아닌 인현왕후의 친족 일족이나, 그의 폐출에 반대했던 박태보의 후예가 쓴 것이라는 주장이 대두되고 있다.

## 가족 관계
본가 여흥 민씨(驪興 閔氏)
- 조부 : 강원도관찰사 증 영의정 민광훈(江原道觀察使 贈 領議政 閔光勳, 1595~1659)
- 조모 : 이조판서 연원부원군 이광정(吏曹判書 延源府院君 李光庭, 1552~1629)의 딸 정부인 증 정경부인 연안 이씨(貞夫人 贈 貞敬夫人 延安 李氏)
  - 아버지 : 호조판서 증 영의정 여양부원군 문정공 민유중(戶曹判書 贈 領議政 驪陽府院君 文貞公 閔維重, 1630~1687)
- 외조부 : 군수 이통(郡守 李通)의 아들 이조판서 이경증(吏曹判書 李景曾, 1595~1648)
- 외조모 : 순화군 이보(順和君 李𤣰, 1580~1607)의 장녀 정부인 전주 이씨 계여(貞夫人 全州 李氏 桂餘, 1598~?)
  - 어머니 : 해풍부부인 이효아(海豊府夫人 李孝兒, 1628~1652)
- 외조부 : 문정공 좌참찬 증 영의정 송준길(文正公 左參贊 贈 領議政 宋浚吉, 1606~1672)
- 외외종조부 : 예문관 검열 정심(藝文館 檢閱 鄭杺, 1596~1625)
- 외외종조모 : 문원공 여성군 좌찬성 증 영의정 이언적(文元公 驪城君 左贊成 贈 領議政 李彦迪, 1491-1553)의 손자 군수 이의활(郡守 李宜活, 1573-1627)의 딸 여강 이씨(驪江 李氏)
- 외조모 : 대제학 증 좌찬성 정경세(大提學 贈 左贊成 鄭經世, 1563~1633)의 딸 증 정경부인 진주 정씨(贈 貞敬夫人 晉州 鄭氏)
  - 친어머니 : 은성부부인 은진 송씨(恩城府夫人 恩津 宋氏, 1637~1672) = 송준길의 딸
    - 언니 : 증 정부인 여흥 민씨(贈 貞夫人 驪興 閔氏, 1656~1728)
      - 조카 : 이재(李縡 1680~1746)

    - 오빠 : 예조판서 충문공 민진후(禮曹判書 忠文公 閔鎭厚, 1659~1720)[7]
    - 오빠 : 좌의정 문충공 민진원[左議政 文忠公 閔鎭遠, 1664~1736)
    - 여동생 : 장렬왕후의 이종손녀, 영풍군부인의 질부 평산인 가평군수 신석화(加平郡守 申錫華, 1672~1714)에게 출가

  - 어머니 : 풍창부부인 풍양 조씨(豊昌府夫人 豐壤 趙氏, 1659~1741)
    - 남동생 : 민진영(閔鎭永)[주 2]
    - 여동생 : 진사 이장휘(進士 李長輝)에게 출가
    - 여동생 : 참봉 홍우조(參奉 洪禹肇)에게 출가

  - 서모 : 불명
    - 서제 : 학관 민진창(學官 閔鎭昌)
    - 서제 : 현감 민진오(縣監 閔鎭五)
    - 서매 : 민씨(閔氏, 1671?~?)
    - 서매부 : 이만(李慢, 1669~1734)
    - 서매 : 민씨(閔氏)
    - 서매부 : 유현(柳絢)(1686년~?)

왕가(王家 : 전주 이씨)
- 시아버지 : 제18대 현종대왕(顯宗大王, 1641~1674, 재위 1660~1674)
- 시어머니 : 명성왕후 김씨(明聖王后 金氏, 1642~1684)
  - 남편 : 제19대 숙종대왕(肅宗大王, 1661~1720, 재위 1674~1720)
    - 양자 : 제20대 경종대왕(景宗大王, 1688~1724, 재위 1720~1724)

### 송시열과의 관계
서인(분당 이후로는 노론)의 영수이자 왕으로 일컬어졌던 우암 송시열은 인현왕후의 외조부인 송준길과 부계로는 13촌이며 진외가로는 6촌간이다. 송시열은 진외가의 촌수로 따져 1살 연상인 송준길을 숙부가 아닌 형으로 불렀다고 한다. 송시열과 송준길은 단순한 친척 관계를 떠나서도 특별한 사이였는데 송시열이 8세의 나이로 송준길의 집에서 수학하였고 함께 장성해 같은 스승 아래 동문수학하였던 점이나, 같은 사상으로 의기투합하여 분열되어 있던 서인을 통합하고 지휘하여 양송(兩宋)에 일컬어지게 된 것은 두 사람의 관계가 친형제 이상이었음을 알 수 있는 부분이다. 인현왕후의 아버지 민유중, 큰아버지 민정중, 오빠 민진후, 민진원은 모두 송시열의 문하이기도 하다.

### 인경왕후와의 관계
숙종의 초비(初妃) 인경왕후와 인현왕후는 촌수로 따지면 11촌 고질(姑姪)지간으로, 인현왕후는 인경왕후의 아버지인 김만기·숙부인 김만중와 같은 항렬인 10촌 사종형제지간이다. 인경왕후의 현조부(5대조)인 김계휘는 인현왕후의 외증조모인 광산 김씨(송준길의 어머니)의 숙부로, 송준길의 외조부인 김은휘가 김계휘의 아우이다.
또한, 인현왕후의 중모(仲母)인 남양 홍씨(민정중의 계실)와 인경왕후의 조모인 해평 윤씨(김만기·김만중의 어머니)는 외사촌자매 지간으로, 김만기·김만중의 외조모인 홍씨(홍명원의 딸)가 홍처윤(민정중의 장인)과 홍처후(한성우의 장인)의 누이이다. 인경왕후의 조모 윤씨의 외사촌형제인 홍수헌(홍처후의 아들. 한성우의 처남)은 이숙의 딸과 혼인하였는데, 이 이숙의 딸이 인현왕후의 형부 이만창의 누이이다. 인현왕후의 큰올케(민진후의 처)와 김만중의 처는 재종자매(6촌) 사이로 민진후의 장인 이단상과 김만중의 장인 이은상은 사촌형제이다. 또, 인경왕후의 당숙인 김만균과 민진후는 처4촌 지간이 된다. 인현왕후의 사망을 전후하여 인경왕후의 5촌 조카이자 김만중의 손자인 김광택이 민진후의 사위가 되어 인현왕후의 조카사위가 되었다.

## 인현왕후가 등장한 작품
| 구분   | 연도            | 작품명                              | 배우        | 참고         |
| ------ | --------------- | ----------------------------------- | ----------- | ------------ |
| 영화   | 1961년          | 《장희빈》                          | 1대 조미령  | 정창화 감독  |
| 영화   | 1968년          | 《요화 장희빈》                     | 2대 태현실  | 임권택 감독  |
| 드라마 | 1971년          | 《장희빈》                          | 3대 김민정  | MBC          |
| 드라마 | 1981년 ~ 1982년 | 여인열전 시리즈 중 제1화 《장희빈》 | 4대 이혜숙  | MBC          |
| 드라마 | 1988년          | 《인현왕후》                        | 5대 박순애  | MBC          |
| 드라마 | 1995년          | 《장희빈》                          | 6대 김원희  | SBS          |
| 드라마 | 2002년 ~ 2003년 | 《장희빈》                          | 7대 박선영  | KBS          |
| 드라마 | 2010년          | 《동이》                            | 8대 박하선  | MBC          |
| 드라마 | 2012년          | 《인현왕후의 남자》                 | 9대 김해인  | tvN          |
| 드라마 | 2013년          | 《장옥정, 사랑에 살다》             | 10대 홍수현 | SBS          |
| 드라마 | 2015년          | 《웹툰히어로 툰드라쇼》             | 11대 이현지 | MBC 에브리원 |

### 소설
- 《인현왕후전》
- 《요화 장희빈》 이준범, 민예사, 1994, ISBN 2-00-236900076-7
- 《동이》 이준혁, 2010, 문예춘추사, ISBN 978-89-7604-055-8

## 같이 보기
- 조선 숙종
- 명성왕후
- 장렬왕후
- 인경왕후
- 인원왕후
- 희빈 장씨
- 조선 경종
- 영빈 김씨
- 숙빈 최씨
- 조선 영조
- 송시열
- 송준길
- 민유중
- 민진후
- 김만중
- 김춘택
- 김석주
- 김수항
- 숙안공주